# マディソン・アシュビー
マディソン・アシュビー（Madison Ashby、2001年1月22日 - ）は、オーストラリアの女子ラグビー選手。

## プロフィール
- オーストラリア出身。
- 身長 165cm、体重 65kg

## 略歴
13歳でラグビー選手になった。
そして2021年、東京五輪の7人制女子オーストラリア代表に選ばれた。